# Orgullo y satisfacción
Orgullo y satisfacción era una revista digital española de historieta política de periodicidad mensual. Fue fundada por Guillermo, Albert Monteys, Manel Fontdevila, Bernardo Vergara y Manuel Bartual, todos ellos dibujantes de la revista El Jueves, que abandonaron la publicación en junio de 2014 a raíz de la retirada por parte del grupo RBA de una portada del semanario satírico que hacía alusión a la abdicación de Juan Carlos I, lo que los dibujantes consideraron una forma de censura.

## Orígenes

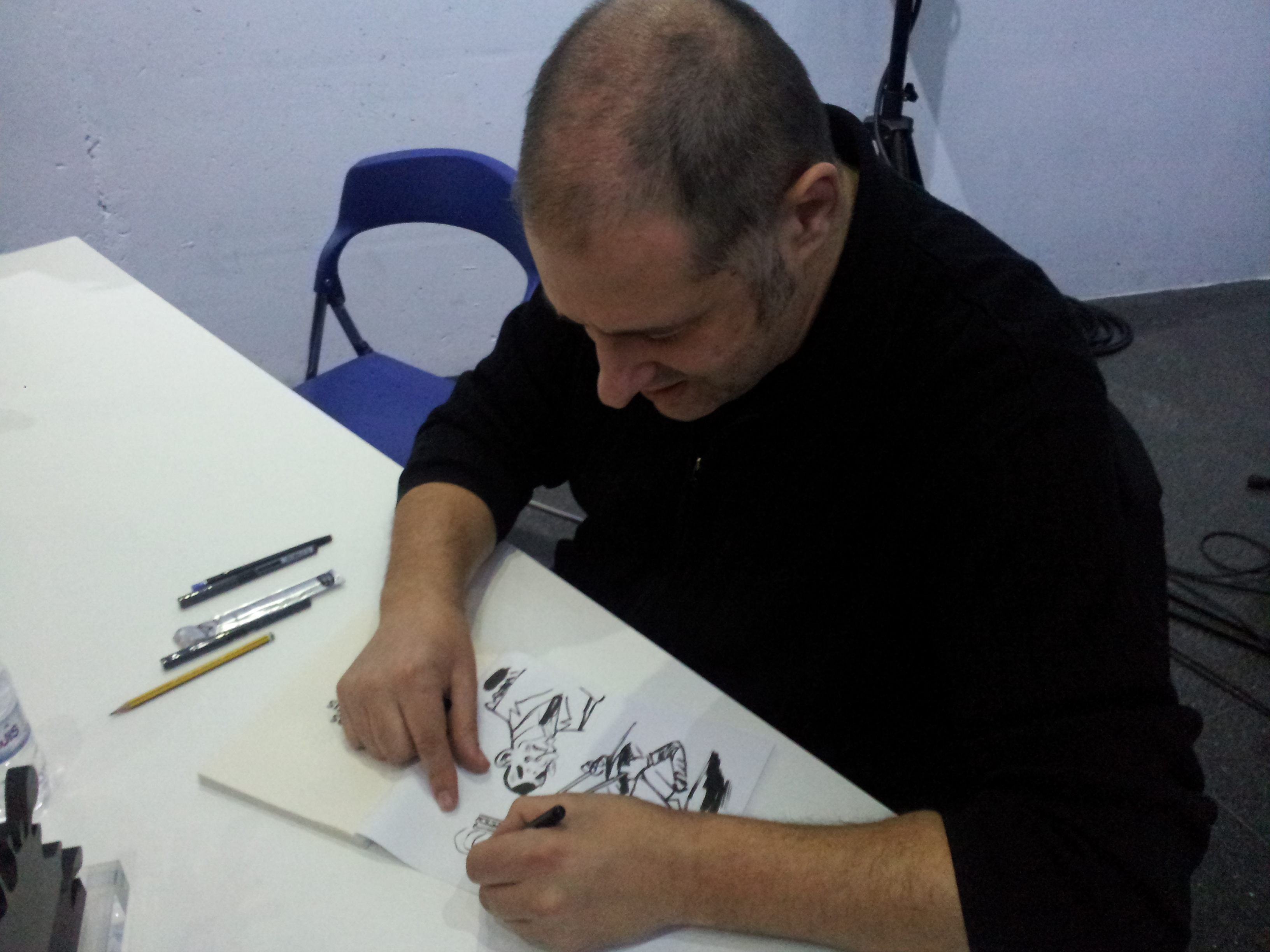
Manel Fontdevila, autor de la portada retirada, realizando una caricatura de Juan Carlos I y Felipe VI.

Poco después de las elecciones al Parlamento Europeo de 2014, se anunció la abdicación de Juan Carlos I y la coronación de su hijo Felipe VI. La redacción de El Jueves decidió dedicar la portada del número 1932 a este hecho, si bien finalmente la revista llegó a los quioscos con una portada descartada, dedicada al éxito del partido Podemos en las elecciones europeas. Poco después se descubrió que el cambio se había producido por presiones del grupo RBA, propietario de la revista, que había mandado destruir 60 000 ejemplares con la portada de los monarcas.
Al hacerse público el incidente, Albert Monteys, Manel Fontdevila, Bernardo Vergara y otros dibujantes anunciaron que dejarían de publicar en la revista, un hecho relevante ya que formaban lo que se consideraba el núcleo duro de dibujantes y viñetistas de la publicación, que acabó perdiendo 17 colaboradores en una semana.
En total, abandonaron el semanario Ágreda, Albert Monteys, Asier y Javier, Bernardo Vergara, Guillermo, Isaac Rosa, Iu Forn, Lalo Kubala, Luis Bustos, Malagón, Manel Fontdevila, Manuel Bartual, Mel, Paco Alcázar, Paco Sordo, Pepe Colubi y Triz. Poco después, anunciaron que lanzarían una revista digital, Orgullo y Satisfacción. 

## Historia
La revista hizo su aparición poco antes de la proclamación de Felipe VI. Este número, que acabaría convirtiéndose en el número cero de la publicación, fue publicado por ¡Caramba!, editorial creada por uno de los dibujantes que abandonaron la revista, Manuel Bartual, y contó con 82 páginas, a un precio de 1,5€ más la voluntad. El objetivo era que hubiese al menos un medio crítico con la monarquía en el día de la coronación.
Orgullo y Satisfacción se puso en venta el 18 de junio de 2014, vendiéndose 22 000 ejemplares en 24 horas y un total que superó los 40 000. En septiembre se puso a la venta el que sería el primer número de una nueva etapa en la que Orgullo y Satisfacción se convertía en una revista mensual. Se vendieron 9 000 ejemplares, de los cuales 2 000 eran a suscriptores, una base suficiente para mantener la viabilidad de la empresa. A partir de aquel momento, se fueron incorporando series y secciones fijas. Por ejemplo, Manel Fontdevila recuperó sus personajes de Mauricio y Emilia de La Parejita. El 22 de mayo de 2015 se publicó su primer libro en papel, dedicado a los 40 años de la democracia en España.
Finalmente, en diciembre de 2017, y con el número 40, la revista dejó de publicarse por falta de suscriptores.